# 魯本·達里歐
费利克斯·鲁文·加西亚·薩米恩托（西班牙語：Félix Rubén García Sarmiento，1867年1月18日—1916年2月6日），以魯本·達里歐（西班牙語：Rubén Darío）名于世。尼加拉瓜詩人。他開創了西班牙語文學中的現代主義，將原本以模仿歐洲文學為主的拉丁美洲文學改變。达里奥是西语现代主义文学的代表作家，在二十世纪西语文坛上产生了巨大影响，被称为“卡斯蒂利亚文之宗匠”。

## 生平
鲁文·达里奥的父母分别是曼努埃尔·加西亚（Manuel García）与罗莎·萨米恩托（Rosa Sarmiento），两人于1866年结婚:199。但两人结婚後，加西亚便开始拈花惹草，又酗酒无度，对丈夫失望透顶的萨米恩托只好离开莱昂，来到梅塔帕，随即于1867年在当地生下了鲁文。鲁文出生後，加西亚与萨米恩托和解，萨米恩托还为加西亚生下了一个女儿坎迪达·罗莎（Cándida Rosa），但出生几天后就夭折了，之后两人的关系再次恶化，萨米恩托又一次离开丈夫，并带着尚在襁褓中的鲁文搬到姑父费利克斯·拉米雷斯（Félix Ramirez Madregil）的家中，不久之后，罗莎·萨米恩托遇到了另一个男人，并于1869年与那个男人一同迁居洪都拉斯的圣马科斯德科隆。而鲁文则留在莱昂，由他的叔祖父费利克斯一家抚养长大。由于其父亲的家族以达里奥（西班牙語：Dario）之姓氏为人所知，他后来也采用了这个姓氏，更名为“鲁文·达里奥”:199。达里奥年纪稍长便进入耶稣会在莱昂创办的学校学习，除了《圣经》外，他还阅读了《堂吉诃德》、《一千零一夜》等文学作品:12，他天资聪颖，12岁就创作了三首诗歌《信仰》（La Fe）、《一滴泪》（Una Lagrima）、《失望》（El Desengano），13岁时便开始在莱昂的文学杂志上发表自己的作品，并被誉为“童星诗人”（Poeta niño）:199。
1882年，达里奥试图申請官方獎學金赴歐洲留學，但總統华金·萨瓦拉阅读了他的作品後，认为其詩歌太開放，又怕歐式教育會加強其反宗教思想，故拒绝了他的申请，并批评达里奥说：“我的孩子，如果你现在这样写反对你父母和祖国的信仰，然后又去欧洲学习更糟糕的东西，那会发生什么？”:16-17。后来，一名叫罗萨里奥·穆里略（Rosario Murillo）的女子恋上了他，但达里奥并不想马上结婚，便前往薩爾瓦多旅遊，他得到了萨总统拉斐尔·萨尔迪瓦的接见，后者对他的诗才大加赞赏，还让他得以继续居留当地:317，达里奥还结交了深谙法国文学的诗人弗朗西斯科·加維迪亞，并向加維迪亞学习了法國亚历山大诗行的押韻結構，对他日后的诗歌创作产生了一定影响。1883年，达里奥回到尼加拉瓜，恢复了与穆里略的交往，并进入国立图书馆工作:199-200，也是时任总统阿丹·卡德纳斯的秘书，期间他一度因为流浪指控被警察逮捕，遭判社會服務八天，不过也有人认为他献给瓜地馬拉总统胡斯托·魯菲諾·巴里奧斯的诗歌《中美洲联邦》（Unión Centroamericana）触怒了当局，因为当时的尼加拉瓜政府并不支持巴里奥斯再统一中美洲的计划，便罗织罪名逮捕了他。当时，达里奥还试图继续尝试新的诗歌形式，并创作了一些诗集；他还在剧院碰碰运气，首演了一部名为《每只羊》（Cada oveja...）的戏剧，取得了一些成功，但已散佚。然而，达里奥很快发现马那瓜的生活并不令人满意，于是，他在萨尔瓦多作家胡安·何塞·卡尼亚斯的建议下离开尼加拉瓜，前往智利。
1890年達里歐結婚，一年後其子出生。1893年其妻去世，達里歐因此沉迷酒精。後來又與前女朋友結婚。雖然沒有離婚，但達里歐一直和一個情婦生活，且誕下了數名子女。
1886年出版小說Emelina（《艾梅莉娜》）但不受歡迎。1888年出版Azul（《藍》）詩集，是他奠基的作品。1896年出版Prosas Profana（《每日詩》）。1912年作自傳。
1914年達里歐往紐約領由美國西班牙裔協會（Hispanic Society of America）頌的銀獎，同年不幸病倒，以致其友哥倫比亞詩人胡安·阿拉納須乞討以助他。次年回尼加拉瓜後逝。